# Wapen van Keerbergen

Het wapen van Keerbergen sinds 1956.

Het Wapen van Keerbergen is het heraldisch wapen van de Belgische gemeente Keerbergen. Hetzelfde wapen is tweemaal toegekend: voor het eerst op 16 juli 1956 en voor de tweede maal op 8 april 1997.

## Geschiedenis
Het wapen van Keerbergen gaat terug op het wapen van de Berthout van Berlaer, die van 1314 tot 1433 de heerlijkheid Keerbergen bestuurden. Om het gemeentewapen te onderscheiden van andere gemeentes die het wapen van deze familie overnamen, werd Sint Michiel, de patroonheilige van de parochie, erachter geplaatst.
Het oudste zegel van de schepen van Keerbergen dagtekent van 1308 en draagt een schild met drie palen met de tekst: "scabinorum de Kerberghe".
Het was het wapen van de heren van Berthout van Berlaer. De schepenen van Keerbergen gebruikten een zegel met het wapen van de eerste heren van Berlaer. Dit zegel was in gebruik tot 1492. Zelfs op andere zegels, die bewaard worden op het rijksarchief te Brussel, ziet men hetzelfde embleem (1540 - 1697 - 1786).
Door het gemeentebestuur van Keerbergen werd op datum van 24 december 1954 navraag gedaan bij de Raad van Adel over het vroegere wapen.
In een schrijven van het provinciaal gouvernement van Brabant gedateerd op 10 september 1955, gericht aan het schepencollege, werd het volgende vermeld:
De raad heeft vastgesteld dat bedoelde gemeente bewezen heeft dat haar schepenen het gevraagde wapen onder het ancien régime hebben gebruikt. Hij heeft dienvolgens geoordeeld, dat aan het verzoek, waarvan sprake, een gunstig gevolg kan worden voorbehouden.
Het aan gezegde gemeente te erkennen wapen zou moeten worden beschreven als volgt:
VAN ZILVER MET DRIJ PALEN VAN KEEL, HET SCHILD GEPLAATST VOOR EEN HEILIGE MICHAEL, MET OPGEHEVEN ZWAARD VAN GOUD, DIE EEN DUIVEL VAN SABEL NEERVELT.
De in het Frans gestelde tekst luidt: "D'argent à trois pals de gueules, l'écu posé devant un Saint Michel, l'épée haute d'or terrassant un demon de sable".

## Blazoen
Het huidige wapen heeft de volgende blazoenering:
In zilver drie palen van keel. Het schild geplaatst voor een Sint-Michiel, met opgeheven zwaard van goud, die een duivel van sabel neervelt.— Ministerieel Besluit (8 april 1997).

## Verwante wapens

Wapen van de provincie Antwerpen.
Wapen van Aartselaar.
Wapen van Berlaar.
Wapen van Bonheiden.
Wapen van Duffel.
Wapen van Geel.
Wapen van Kontich.
Wapen van Laakdal.
Wapen van Mechelen.
Wapen van Mortsel.
Wapen van Niel.
Wapen van de voormalige gemeente Reet.
Wapen van Retie.
Wapen van Rumst.
Wapen van Schelle.
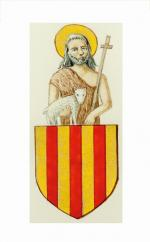
Wapen van de voormalige gemeente Schriek.
Wapen van Sint-Katelijne-Waver.
Wapen van de voormalige gemeente Walem.